# Beovizija 2007
La quinta edizione del Beovizija si è tenuta il 7 e l'8 marzo 2007 presso il Sava Centar di Belgrado, ed ha selezionato per la prima volta il rappresentante della Serbia indipendente all'Eurovision Song Contest 2007 di Helsinki.
La vincitrice del festival è stata Marija Šerifović con Molitva.

## Organizzazione
Con la separazione della confederazione di Serbia e Montenegro in due distinti Stati, sia la Serbia che il Montenegro debuttarono, separatamente, all'Eurovision Song Contest 2007, ospitato dalla capitale finlandese di Helsinki.
Il Beovizija, ossia il festival musicale serbo utilizzato fino ad allora per scegliere il rappresentante della Serbia all'Evropesma, fu scelto per selezionare il rappresentante della Serbia all'Eurovision.
L'organizzazione dell'evento spettò all'emittente serba Radio-televizija Srbije (RTS).

## Partecipanti
| Cantante                        | Titolo                    | Compositori                                                         |
| ------------------------------- | ------------------------- | ------------------------------------------------------------------- |
| Aleksa Jelić                    | Beli grad                 | Dragi Jelić, Valentina Velkov, Petar Jelić                          |
| Aleksandra Perović              | Noćas budi moj            | Dragiša Baša, Dejan Abadić                                          |
| Amadeus Band                    | Zato što znam             | Aleksandar Cimić                                                    |
| Betty Boop                      | Sama                      | Ognjen Cvekić, Staniša Bajeanin                                     |
| Blah Blah Band                  | Ruski rulet               | Bojan Basić, Miloš Poganović, Sound Plus                            |
| Blizanci                        | Mambo Jambo Serbiano      | Nenad Jovanović, Marina Tucaković, Predrag Jovanović, Nino Ademović |
| Igor Vukojević                  | Dobro te znam             | Srđan Simić Kamba, Leontina Vukomanović, Alek Alekov                |
| IQ                              | Ljubav za sve             | Aleksandar Sedlar Bogoev, Nikola Demonja Jr.                        |
| Ivana Jordan                    | Bomba                     | Ivana Jordan, Zvonko Alašević, Miloš Mihajlović                     |
| Jelena Kovačević                | Senjorita                 | Vladimir Graić, Jelena Kovačević, Caša Milošević Mare               |
| Maja Marković                   | Nije nam se dalo          | Miša Mijatović, Dragan Brajović, Miloš Mihajlović                   |
| Maja Nikolić                    | Ja znam da ti me ne voliš | Marko Đurašević, Rastko Savić                                       |
| Marija Šerifović                | Molitva                   | Vladimir Graić, Caša Milošević Mare                                 |
| Miki Perić                      | Jablan                    | Zoran Lesendrić, Ramirez                                            |
| Mira Škorić                     | Voli je                   | Aleksandar Futa Radulović, Marina Tucaković, Miloš Mihajlović       |
| Peca Jovanović                  | Kao da je bilo juče       | Caša Dragić, Žana, Nenad Jelić                                      |
| Slobodan Trkulja & Balkanopolis | Nebo                      | Slobodan Trkulja, Nemanja Mosurović, Aleksandar Sedlar Bogoev       |
| Suzana Dinić                    | Nudim ti srce svoje       | Jelena Trifunović, Dragomir Trifunović, Saša Dinić                  |
| Tanja Savić & Bane Mojićević    | Simpatija                 | Bojan Vasić, Marina Tucaković                                       |

## Semifinale
| #  | Cantante                        | Titolo                    | Televoto | Televoto | Giuria | Totale |
| #  | Cantante                        | Titolo                    | Voti     | Punti    | Giuria | Totale |
| -- | ------------------------------- | ------------------------- | -------- | -------- | ------ | ------ |
| 1  | Aleksandra Perović              | Noćas budi moj            | 167      | 0        | 0      | 0      |
| 2  | Maja Marković                   | Nije nam se dalo          | 459      | 4        | 8      | 12     |
| 3  | Negative                        | Prava stvar               | 427      | 3        | 2      | 5      |
| 4  | Marija Šerifović                | Molitva                   | 2 063    | 12       | 12     | 24     |
| 5  | Tanja Savić & Bane Mojićević    | Simpatija                 | 421      | 2        | 0      | 2      |
| 6  | Ivana Jordan                    | Bomba                     | 640      | 5        | 10     | 15     |
| 7  | Jelena Kovačević                | Senjorita                 | 168      | 0        | 0      | 0      |
| 8  | Aleksa Jelić                    | Beli grad                 | 314      | 1        | 4      | 5      |
| 9  | Igor Vukojević                  | Dobro te znam             | 29       | 0        | 0      | 0      |
| 10 | Amadeus Band                    | Zato što znam             | 284      | 0        | 0      | 0      |
| 11 | Blah Blah Band                  | Ruski Rulet               | 166      | 0        | 0      | 0      |
| 12 | Blizanci                        | Mambo Jambo Serbiano      | 1 388    | 8        | 0      | 8      |
| 13 | Miki Perić                      | Jablan                    | 283      | 0        | 6      | 6      |
| 14 | Maja Nikolić                    | Ja znam da ti me ne voliš | 301      | 0        | 0      | 0      |
| 15 | Mira Škorić                     | Voli je                   | 204      | 0        | 0      | 0      |
| 16 | Suzana Dinić                    | Nudim ti srce svoje       | 297      | 0        | 1      | 1      |
| 17 | Slobodan Trkulja & Balkanopolis | Nebo                      | 1 936    | 10       | 7      | 17     |
| 18 | Peca Jovanović                  | Kao da je bilo juče       | 728      | 6        | 5      | 11     |
| 19 | Betty Boop                      | Sama                      | 922      | 7        | 0      | 7      |
| 20 | IQ                              | Ljubav za sve             | 279      | 0        | 0      | 0      |

## Finale
| #  | Cantante                        | Titolo               | Televoto | Televoto | Giuria | Totale | Posizione |
| #  | Cantante                        | Titolo               | Voti     | Punti    | Giuria | Totale | Posizione |
| -- | ------------------------------- | -------------------- | -------- | -------- | ------ | ------ | --------- |
| 1  | Peca Jovanović                  | Kao da je bilo juče  | 1 264    | 4        | 2      | 6      | 10        |
| 2  | Miki Perić                      | Jablan               | 653      | 1        | 6      | 7      | 8         |
| 3  | Negative                        | Prava stvar          | 1 128    | 3        | 12     | 15     | 3         |
| 4  | Betty Boop                      | Sama                 | 2 164    | 6        | 5      | 11     | 5         |
| 5  | Slobodan Trkulja & Balkanopolis | Nebo                 | 4 084    | 10       | 7      | 17     | 2         |
| 6  | Marija Šerifović                | Molitva              | 5 638    | 12       | 10     | 22     | 1         |
| 7  | Maja Marković                   | Nije nam se dalo     | 1 000    | 2        | 4      | 6      | 9         |
| 8  | Blizanci                        | Mambo Jambo Serbiano | 3 377    | 8        | 1      | 9      | 6         |
| 9  | Ivana Jordan                    | Bomba                | 2 792    | 7        | 8      | 15     | 4         |
| 10 | Aleksa Jelić                    | Beli grad            | 1 585    | 5        | 3      | 8      | 7         |

## All'Eurovision Song Contest
La Serbia si è esibita 15ª nell'unica semifinale e, classificatasi prima con 298 punti, ha raggiunto la finale, vincendo la cinquantaduesima edizione dell'Eurovision Song Contest con 268 punti e consegnando alla Serbia la prima vittoria in assoluto (incluse le partecipazioni come parte della Jugoslavia e della confederazione).
La cantante è stata accompagnata sul palco della Hartwall Arena da: Suzana Dinić, Ana Milenković, Ivana Selakov, Sanja Bogosavljević e Ksenija Milošević, che in seguito hanno formato una girl band, le Beauty Queens.

### Voto

#### Punti assegnati alla Serbia
| 12 | 10                                                                  | 8                                                                                | 7                    | 6                                |
| --- | ------------------------------------------------------------------- | -------------------------------------------------------------------------------- | -------------------- | -------------------------------- |
| - Austria - Bosnia ed Erzegovina - Croazia - Macedonia - Montenegro - Slovenia - Svizzera - Repubblica Ceca - Ungheria | - Armenia - Bielorussia - Germania - Islanda - Paesi Bassi - Svezia | - Bulgaria - Cipro - Finlandia - Georgia - Irlanda - Norvegia - Russia - Ucraina | - Francia - Israele  | - Danimarca - Moldavia - Romania |
| 5 | 4                                                                   | 3                                                                                | 2                    | 1                                |
| - Grecia - Polonia - Regno Unito - Spagna                                                                              | - Belgio - Portogallo                                               |                                                                                  | - Albania - Lettonia | - Lituania - Malta               |

| 12 | 10                  | 8                                                                      | 7                                          | 6                                                    |
| --- | ------------------- | ---------------------------------------------------------------------- | ------------------------------------------ | ---------------------------------------------------- |
| - Austria - Bosnia ed Erzegovina - Croazia - Finlandia - Macedonia - Montenegro - Slovenia - Svizzera - Ungheria | - Norvegia - Svezia | - Francia - Germania - Malta - Paesi Bassi - Polonia - Repubblica Ceca | - Armenia - Belgio - Bielorussia - Islanda | - Bulgaria - Danimarca - Georgia - Romania - Ucraina |
| 5 | 4                   | 3                                                                      | 2                                          | 1                                                    |
| - Moldavia - Portogallo - Russia                                                                                 | - Grecia - Irlanda  | - Cipro - Israele - Lettonia                                           |                                            | - Albania - Spagna                                   |

#### Punti assegnati dalla Serbia
| Punti | Paese       |
| ----- | ----------- |
| 12    | Ungheria    |
| 10    | Macedonia   |
| 8     | Montenegro  |
| 7     | Slovenia    |
| 6     | Croazia     |
| 5     | Bulgaria    |
| 4     | Bielorussia |
| 3     | Danimarca   |
| 2     | Polonia     |
| 1     | Portogallo  |

| Punti | Giuria               |
| ----- | -------------------- |
| 12    | Macedonia            |
| 10    | Ungheria             |
| 8     | Bosnia ed Erzegovina |
| 7     | Russia               |
| 6     | Bulgaria             |
| 5     | Slovenia             |
| 4     | Grecia               |
| 3     | Ucraina              |
| 2     | Bielorussia          |
| 1     | Moldavia             |